# Patricia Tarabini
Patricia Tarabini (La Plata, 1968. augusztus 6. –) argentin teniszezőnő. 1988-ban kezdte profi pályafutását, egyéniben két ITF, párosban tizenöt WTA és hat ITF-tronát nyert meg. Legjobb egyéni világranglista-helyezése huszonkilencedik volt, ezt 1988 májusában érte el. A 2004-es olimpiai játékokon Paola Suárez társaként bronzérmet szerzett argentínának a páros versenyben.

## Év végi világranglista-helyezései
| Év       | 1987 | 1988 | 1989 | 1990 | 1991 | 1992 | 1993 | 1994 | 1995 |
| Helyezés | 69.  | 34.  | 75.  | 55.  | 116. | 97.  | 60.  | 104. | 324. |